# O.F. Mossberg & Sons
O.F. Mossberg & Sons (известная также как Mossberg) — американская компания, производящая огнестрельное оружие (в частности, охотничьи ружья, винтовки, телескопические прицелы и аксессуары для оружия. В период с 1940-х по 60-е гг, она также выпускала спортивные винтовки под патрон кольцевого воспламенения 22-го калибра.

## История компании
Оскар Фредерик Моссберг, уроженец Швеции, эмигрировав в США в 1886 году, начал работать на велосипедном заводе норвежца Айвера Джонсона. В 1919 году О. Ф. Моссберг вместе с сыновьями Айвером и Гарольдом основал компанию «O.F. Mossberg and Sons». Первым изделием стал четырёхствольный пистолет 22-го калибра, известный как «Брауни». Вслед за его коммерческим успехом, фирма развернула производство малокалиберных и охотничьих ружей, а также оптических прицелов. Вскоре в ассортименте появились и другие сопутствующие товары, такие как оружейные стойки, клюшки для гольфа, трейлеры, парусные лодки и др. В 1989 году в г. Игл Пасс (Техас) основан филиал «Maverick Arms».
Фирма Моссберг по сей день является старейшей частной компанией среди прочих американских производителей оружия.

## Продукция
- Mossberg 100ATR
- Mossberg 185
- Mossberg 464
- Mossberg 500
- New Haven 600
- Mossberg 930
- Mossberg Brownie
- Mossberg Maverick
- Mossberg Plinkster
- Mossberg MC1sc